# ماج (کامیونیتی)، ویسکانسین
ماج (به انگلیسی: Madge) یک منطقهٔ مسکونی در ایالات متحده آمریکا است که در شهرستان واشبرن، ویسکانسین واقع شده‌است. ماج ۳۹۴٫۱۱ متر بالاتر از سطح دریا واقع شده‌است.